# Oscar Nuñez (Schauspieler, 1958)

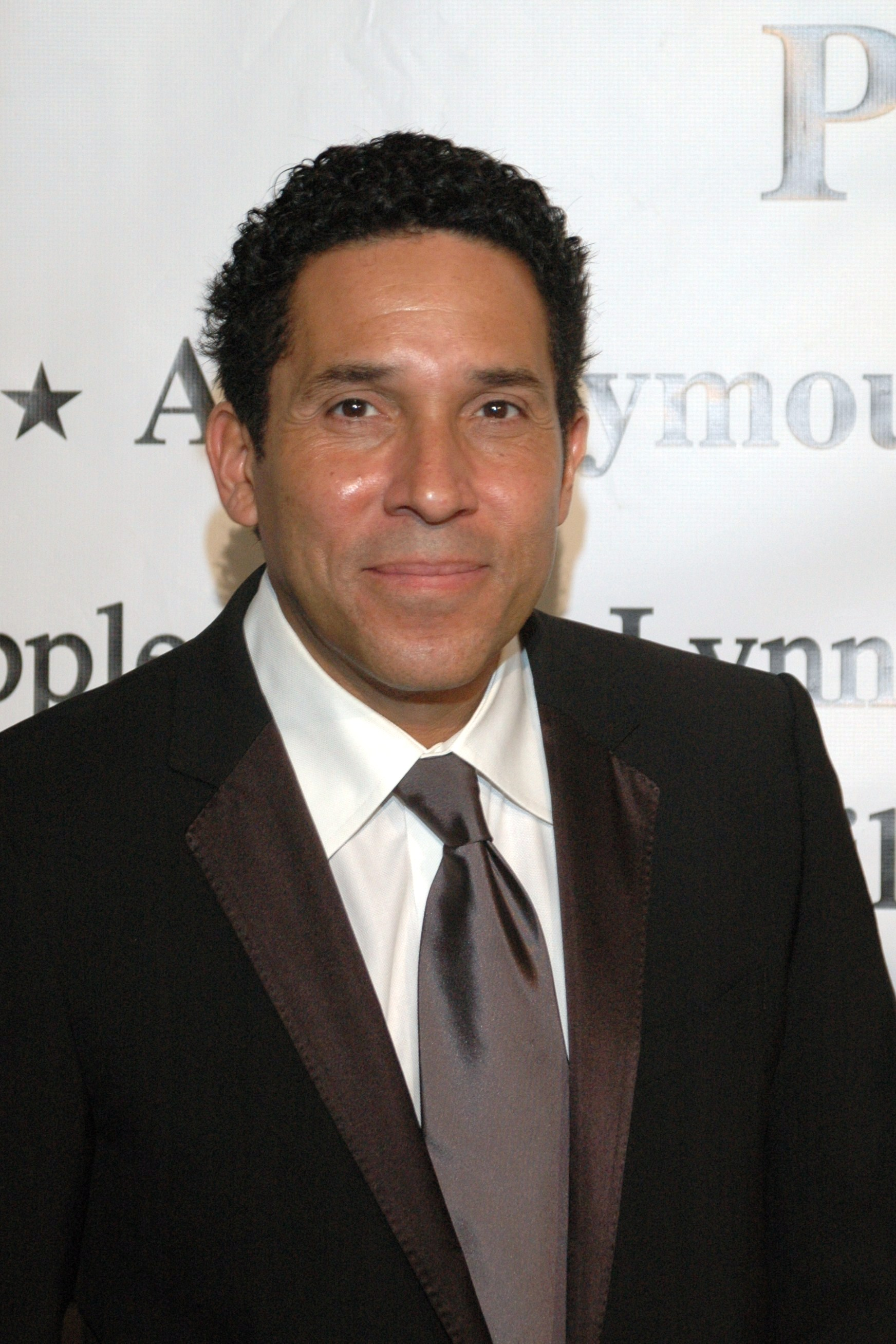
Oscar Nuñez (2009)

Oscar Eduardo Nuñez (* 18. November 1958 in Colón, Kuba), häufig auch als Oscar Nunez tituliert, ist ein kubanisch-US-amerikanischer Schauspieler, der u. a. bekannt ist für seine Rolle als Oscar Martinez in der Serie The Office.

## Leben
Nuñez wurde in Kuba geboren, bevor er mit seiner Familie nach Caracas in Venezuela zog. Später zog die Familie in die Vereinigten Staaten. Er studierte Zahntechnik und arbeitete auch als Zahntechniker. Später zog er nach Los Angeles und trat der Comedygruppe The Groundlings bei. Er wandte sich zunehmend der Schauspielerei zu und besetzte kleinere Rollen in verschiedenen Fernsehproduktionen wie The Italian Job – Jagd auf Millionen und Malcolm mittendrin. 2005 erhielt er eine Hauptrolle in der Fernsehserie The Office als Oscar Martinez. Er spielte in neun Staffeln bis 2013, bis die Serie endete, in 189 Episoden. Sein Schaffen für Film und Fernsehen umfasst rund 90 Produktionen.
Im Jahre 2009 wurde Nuñez für seine Rolle in The Office mit dem ALMA Award ausgezeichnet, 2016 war er hierfür für den Emmy nominiert.
Nuñez spricht Englisch und Spanisch. Er ist in zweiter Ehe mit der Schauspielerin Ursula Whittaker verheiratet. Das Paar bekam 2012 eine Tochter.

## Filmografie (Auswahl)
- 2000: Lass es, Larry! (Curb Your Enthusiasm, Fernsehserie, Folge 1x05)
- 2001: Keine Gnade für Dad (Grounded for Life, Fernsehserie, Folge 1x03)
- 2002–2003: Malcolm mittendrin (Malcolm in the Middle, Fernsehserie, 2 Folgen)
- 2003: The Italian Job – Jagd auf Millionen (The Italian Job)
- 2003: Still Standing (Fernsehserie, Folge 1x16)
- 2003: 24 (Fernsehserie, Folge 3x06)
- 2003, 2006: Reno 911! (Fernsehserie, 3 Folgen)
- 2005–2013: The Office (Fernsehserie, 189 Folgen)
- 2007: Halfway Home (Fernsehserie, 10 Folgen)
- 2009: Selbst ist die Braut (The Proposal)
- 2010: Fred: Der Film (Fred: The Movie, Fernsehfilm)
- 2011: Without Men
- 2011: Language of a Broken Heart
- 2011–2012: Bob’s Burgers (Fernsehserie, Sprechrolle, 2 Folgen)
- 2013: Der Fall Casey Anthony (Prosecuting Casey Anthony, Fernsehfilm)
- 2013: It’s Always Sunny in Philadelphia (Fernsehserie, Folge 9x03)
- 2014: New Girl (Fernsehserie, Folge 3x23)
- 2014: Bad Teacher (Fernsehserie, Folge 1x09)
- 2014: Benched (Fernsehserie, 12 Folgen)
- 2015: 69 Tage Hoffnung (The 33)
- 2015: Adam Ruins Everything (Fernsehserie, Folge 1x08)
- 2015, 2019: Life in Pieces (Fernsehserie, 2 Folgen)
- 2016: Miss Stevens
- 2016: Mascots
- 2016: Brooklyn Nine-Nine (Fernsehserie, Folge 3x12)
- 2016: Shameless (Fernsehserie, zwei Folgen)
- 2016: Liv und Maddie (Liv and Maddie, Fernsehserie, Folge 4x01)
- 2016–2017: People of Earth (Fernsehserie, 15 Folgen)
- 2017: Baywatch
- 2018: 9-1-1 (Fernsehserie, Folge 1x05)
- 2019–2020: Mr. Iglesias (Fernsehserie, 18 Folgen)
- 2020: Die Goldbergs (The Goldbergs, Fernsehserie, Folge 8x01)
- 2022: The Lost City – Das Geheimnis der verlorenen Stadt (The Lost City)
- 2022: Raymond & Ray
- 2022: Verwünscht nochmal (Disenchanted)
- 2023: Viel Wirbel um Weihnachten (Dashing Through the Snow)
- 2024: The School Duel